# Баширова, Фирдаус Тимербулатовна
Фирдаус Тимербулатовна Баширова (баш. Фирҙәүес Тимербулат ҡыҙы Бәширова, род. 14 октября 1945, Ишимбай) — татарская и башкирская поэтесса, общественный деятель, член Союза писателей Республики Башкортостан (1997).

## Биография
Фирдаус Тимербулатовна Баширова родилась 14 октября 1945 года в Ишимбае. Высшее образование получила в Челябинском государственном педагогическом университете, который окончила в 1971 году.
С 1968 года, ещё будучи студенткой, работала педагогом в школах Аргаяшского района и в Белебеевском машиностроительном техникуме. Начиная с 1977 года Фирдаус Тимербулатовна жила в городе Набережные Челны, где работала на Камском автомобильном заводе и в Автозаводском районном исполнительном комитете.
В 1986—1989 годы Баширова являлась руководителем литературного объединения «Лэйсэн». На протяжении года (1998—1999) была специалистом Министерства региональной и национальной политики РФ по Республике Татарстан. С 1998 по 2012-й год — председатель Курултая башкир Республики Татарстан, руководитель Национально-культурной автономии башкир г. Казань «Башкорт йорто» (с 1998 года). В течение долгого времени (с 1991 года) работала главным референтом отдела по связям с общественностью и межнациональным связям в аппарате Президента Татарстана. C 1995 года является членом исполкома Всемирного курултая башкир, до 2013 года — член исполкома Ассамблеи народов Татарстана, делегат трёх Всемирных курултаев башкир.

## Личная жизнь
Фирдаус Тимербулатовна Баширова замужем за Ядкаром Ахатовичем Башировым. Проживает в Казани.

## Творчество
Творческий путь Фирдаус Башировой начался ещё во время обучения в школе. Дебютные стихи опубликованы в коллективных сборниках «Солнце на ладони» (Челябинск, 1970), «Челны́ — моя молодость» (Казань, 1979), «Молодые силы» (Уфа, 1981), «Песни девушек» (Казань, 1984). Автор поэм «Бред» и «Я не вернусь», поэтических сборников «Моё сердце бьётся для вас» (Казань, 1987), «Жду тёплого слова» (Казань, 1994) и «Вернусь к своим вёснам» (Уфа, 1996), а также книги «Мы внуки Смакая» об истории Смакаево и т. д..
Пишет на башкирском и татарском языках. Ряд произведений переведён на русский язык.

## Награды
Фирдаус Тимербулатовна Баширова награждена:
- Почётной Грамотой Республики Татарстан (1995)[1]
- Медалью «1000-летие Казани» (2005)[1]
- Орденом Дружбы народов (Башкортостан) (2011)[1][6]
- Нагрудным знаком «За достижения в культуре» (Республика Татарстан; 2005)[1].

В 1960 году стала почётной пионеркой города Ишимбай. В 1998 году Башировой было присвоено звание «Ударник строительства КамАЗа», в 2005 — «Заслуженный работник культуры Республики Башкортостан».